# Enotogenes
Enotogenes is een kevergeslacht uit de familie van de boktorren (Cerambycidae). De wetenschappelijke naam van het geslacht werd voor het eerst geldig gepubliceerd in 1917 door Heller.

## Soorten
Enotogenes is monotypisch en omvat slechts de volgende soort:
- Enotogenes exiguus Heller, 1917